# Battaglia di Gamenario
La battaglia di Gamenario si combatté il 22 aprile 1345 alle porte sud-orientali di Torino, in Piemonte, presso la fortezza Gamenario del comune di Santena, tra la fazione ghibellina, guidata dal marchesato del Monferrato, e quella guelfa, guidata dalla casa d'Angiò.
La vittoria ghibellina segnò la fine della dominazione angioina sul piemonte meridionale.

## Le premesse

### Il contesto storico
Le mire espansionistiche della casa d'Angiò sul Piemonte ebbero inizio nel XIII secolo con Carlo I d'Angiò. A partire dal 1259, infatti, il conte di Provenza si impadronì di molte località piemontesi tra cui Cuneo, Alba e Cherasco, perse tuttavia in seguito alla battaglia di Roccavione del 1275. Quando nel 1292 morì Guglielmo VII, che aveva portato i limiti del Monferrato fino a Brescia, il suo territorio diventò mira, oltre che degli angioini, anche dei Savoia e dei Visconti. Il figlio di Guglielmo VII, Giovanni I del Monferrato perse tutte le conquiste del padre, ma riuscì a mantenere il controllo del Monferrato originale con l'aiuto di Manfredo IV di Saluzzo, con il quale condivideva le origini aleramiche. Giovanni I, tuttavia, morì nel 1305 senza aver avuto figli e Manfredo IV prese controllo del marchesato. Carlo II, figlio di Carlo I, approfittò della confusione per espandersi nelle terre meridionali del Monferrato, prendendo Alba, Asti, Acqui, Chieri e Alessandria. Carlo II organizzò le nuove conquiste nella contea di Piemonte, che assegnò al figlio Raimondo Berengario.

### La riconquista paleologa
Negli anni successivi entrò in gioco un altro contendente al Monferrato: Teodoro I Paleologo, figlio di Violante del Monferrato e dell'imperatore bizantino Andronico II Paleologo, scelto dallo zio Giovanni I come erede. Tramite l'alleanza con il comune di Genova, egli sconfisse Manfredo IV di Saluzzo nel 1310 e ottenne il Basso Monferrato, ma stipulò una tregua con gli Angiò per rivolgere le sue attenzioni alla lotta con i principi d'Acaia, ramo cadetto dei Savoia che governavano il Piemonte. Una tregua tra Acaia e Paleologi fu stipulata da Giovanni II, figlio di Teodoro I, che fu quindi in grado di concentrarsi sulla riconquista delle terre cadute in mano angioina. In poco tempo riuscì a far sollevare i ghibellini di Alba e Asti in suo favore e, perciò, Giovanna d'Angiò inviò le sue truppe, guidate dal siniscalco Reforza d'Agoult.

## Le fasi della battaglia

### L'assedio di Gamenario
L'Agoult, arrivato in Piemonte, riportò repentinamente Alba sotto il suo controllo nel maggio 1345 e diresse il suo esercito verso la fortezza di Gamenario, situata tra Santena e Trofarello, nella quale si erano rifugiati i ghibellini di Chieri. Questi decisero, durante le trattative precedenti all'assedio, che se non fossero arrivati rinforzi dal marchese di Monferrato entro il 22 aprile, si sarebbero arresi; a suggellare tale patto, si offrì come ostaggio il marchese di Gamenario, detto Ravaglioso. Giovanni II, tuttavia, riuscì a radunare celermente i suoi soldati, con l'aiuto dei comuni di Asti e Pavia, si presento alle truppe angioine proprio il 22 aprile, insieme a Ottone di Brunswick.

### Lo scontro
Al grido di «Rommen Rheiter, sus Romme Rheiter» («cavalieri latini, orsù cavalieri latini») i ghibellini ruppero le difese degli assedianti e in poco tempo accerchiarono l'Agoult. Il comandante preferì la morte alla cattura, ma ciò fu un duro colpo per le sue truppe, che si dispersero e la vittoria arrise perciò ai monferrini. I resoconti dell'epoca narrano di almeno 30000 morti, ma è un numero molto poco credibile. Per celebrare la vittoria, Giovanni II fece erigere ad Asti una chiesa in onore a San Giorgio, poiché sarebbe stato festeggiato il giorno seguente, il 23 aprile.

## Le conseguenze della battaglia
Con la vittoria sui guelfi, il potere di Giovanni II del Monferrato acquistò maggior prestigio e nel giro di pochi mesi liberò tutte le città piemontesi assoggettate ai conti d'Angiò, insieme a Luchino Visconti, signore di Milano. Al Monferrato passarono Alba, Acqui Terme, Ivrea e Valenza, mentre Alessandria finì sotto il controllo del Visconti; Chieri, tuttavia, si pose sotto la protezione dei Savoia.
Il giovane Ottone di Brunswick soggiornerà a lungo in Asti e più tardi sposerà proprio Giovanna d'Angiò.

## I luoghi della battaglia

### La fortezza di Gamenario
La fortezza fu presente almeno fino al XIX secolo, ne è prova un disegno di Clemente Rovere pubblicato nel Piemonte antico e moderno delineato e descritto. Secondo l'illustrazione, la costruzione era situata sopra una collinetta. In seguito, il Casalis la identificò come la Domus Gamenaria, presente in una carta del 26 ottobre 1366, acquistata dalla famiglia Tana. Il nome ritorna anche nella carta Theatrum Pedemontii et Sabaudiae stampata a L'Aia nel 1726. La carta d'Italia dell'Istituto Geografico Militare al foglio 68 riporta ancora oggi un loco identificato come Cascina Gamenario, senza però alcuna traccia delle vestigia d'un tempo. Il toponimo Gamenario deriva dal latino Gamenarium, Agaminium, gens Agamina, un'antica tribù autoctona pre-romana, che ivi abitò (almeno fino al II secolo circa), nell'area compresa tra il rio Santena e il rio Banna.

## Memoria della battaglia

### Il poemetto
(Cronica del Monferrato di Benvenuto di San Giorgio)
Una curiosa romanza, di 692 versi quaternari accoppiati a rima baciata, scritta in lingua francese (senza mescolanze provenzali), venne composta alla corte del marchese Giovanni II per celebrare la vittoria di Gamenario. Si sono fatte alcune supposizioni sull'identità e la provenienza dell'autore. Forse fu cortigiano alla corte del Paleologo, ma i versi non sono quelli di un adulatore a senso unico, poiché egli dispensa anche parole di gloria agli angioini; secondo Ricaldone è probabile che possa essere stato un astigiano, dato che nel poema si citano ben 34 personaggi astesi. Se l'autore fu italiano, conosceva comunque molto bene il francese del tempo dato che la romanza contiene pochissimi italianismi.

### Fonti primarie
- Chronicon de gestis principum Vicecomitum ab anno 1250 al 1362, Pietro Azario, Rer. it. script. XVI
- Chronacae illorum de Solario,Anonimo, Asti, XV secolo
- Cronica del Monferrato, Benvenuto da San Giorgio, Casale Monferrato, 1639 (in latino)
- Storia del Monferrato, Benvenuto da San Giorgio, Asti 1519 (in italiano)
- Memoriale, Guglielmo Ventura, capitolo XXXIV